# Cserépváralja
Cserépváralja là một thị trấn thuộc hạt Borsod-Abaúj-Zemplén, Hungary. Thị trấn này có diện tích 14,62 km², dân số năm 2010 là 450 người, mật độ 31 người/km².